# ليلى ألدريدج
ليلي مود الدريدج (مواليد 15 نوفمبر 1985)، عارضة أزياء أمريكية. كانت واحدة من "ملكات فيكتوريا سيكريت" من عام 2010 حتى عام 2018. كما ظهرت في عدد مجلة "سبورتس إليسترايتد" الخاص بملابس السباحة إلى جانب كريسي تيغن ونينا أجدال على غلاف الذكرى الخمسين للمجلة في عام 2014.

## حياتها المبكرة
وُلدت الدريدج في مستشفى سانت جون في سانتا مونيكا، كاليفورنيا. درست في مدرسة فرانكلين الابتدائية في سانتا مونيكا. وهي ابنة الفنان البريطاني ألان الدريدج وعارضة بلاي بوي الشهرية الأمريكية لورا ليونز. التحقت الدريدج بالمدرسة الثانوية في لندن، بالإضافة إلى مدرسة نوتردام الثانوية في شيرمان أوكس، كاليفورنيا.
إخوتها غير الأشقاء هم: سافرون ألدريدج، التي كانت الوجه الإعلاني لرالف لورين لعدة سنوات خلال تسعينيات القرن الماضي؛ ومايلز ألدريدج، مصور الأزياء الذي تزوج من عارضة الأزياء كريستين مكمينامي من عام 1997 إلى 2013؛ وروبي ألدريدج، التي كانت الوجه الإعلاني لعلامة "مارك" التابعة لمارك جاكوبس.

## روابط خارجية
- ليلى ألدريدج على موقع IMDb (الإنجليزية)
- ليلى ألدريدج على موقع روتن توميتوز (الإنجليزية)
- ليلى ألدريدج على موقع قاعدة بيانات الفيلم (الإنجليزية)
- ليلى ألدريدج على موقع دليل عارضات الأزياء (الإنجليزية)